# Melitón Rodríguez

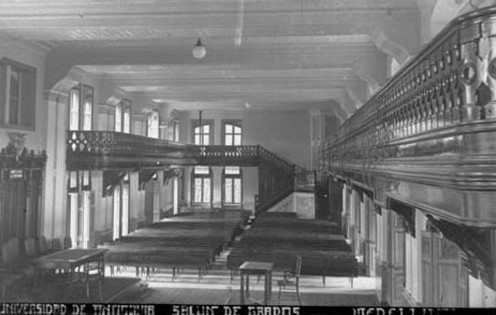
Melitón Rodríguez: Auditorium budovy Universidad de Antioquia svatého Ignáce, 1920

Melitón Rodríguez (31. srpna 1875 – 28. února 1942) byl kolumbijský fotograf z města Medellín, jehož jméno je spojeno s rozvojem fotografie v Kolumbii na konci 19. a počátku 20. století. Zanechal cenný grafický materiál kulturního, společenského a historického významu. Rodríguez se ve svých dílech zabýval zobrazováním každodenního života všech společenských vrstev Medellínu a Antioquiy. Narodil se jako sedmý z devíti sourozenců, byl synem Dona Melitóna Rodrígueze Roldána (Papa Ton), umělce, sochaře a řezbáře mramoru, a Doni Marie Mercedes Luisy Cano. Se svým bratrem Horaciem Marinem Rodríguezem vytvořil fotografickou společnost, kterou nazval Melitón Rodríguez e Hijos (Rodriguez a Bratři), která byla v roce 1899 přejmenována na Melitón Rodríguez e Hijos (Melitón Rodríguez a Synové). Mezi jeho první učitele kresby a malby patřil umělec Francisco Antonio Cano. V učení fotografie byl však samouk. Fotografoval Santa Laura Montoya v roce 1899. Zemřel 28. února 1942 a je pohřben v kostele Jesús Nazareno v Medellínu.

## Vznik "Fotografía Rodríguez"
Předchůdcem, který se stal jedním z hlavních průkopníků fotografie v Antioquii, byl Melitónův bratr Horacio Marino Rodríguez, který byl také autorem knihy Diez y ocho lecciones de fotografía (Deset a osmnáct lekcí fotografie), a který se spojil s Francisco Antoniem Canem, aby v roce 1889 vytvořili fotografickou společnost "Cano y Rodríguez". K této společnosti se později připojil další nezapomenutelný antioqueňský umělec, Rafael Mesa, a tak začali vytvářet rozsáhlý materiál, který je považován za počátky fotografie v tomto regionu.
Bratři Rodríguezové založili vlastní společnost v roce 1897, ale o dva roky později, v roce 1899, byla přejmenována na Melitón Rodríguez e Hijos. Velká část vyrobeného materiálu byla časem ztracena, ale zůstala díla, která jsou zachována jako kulturní a historické dědictví Antioquie spojené se jménem Melitón Rodríguez.
Melitón získal řadu ocenění, zejména v Antioquii, včetně prvního místa v průmyslové soutěži Certamen Industrial společnosti San Vicente a Uměleckého centra Medellín v roce 1904 a ceny v New Yorku za fotografii Los zapateros (Ševci). Další práce, které získaly ocenění, byly Cuadro en vivo (Obraz v přímém přenosu, 1910), oceněné na Národní výstavě.

## Dílo
Mezi Melitónova nejpozoruhodnější díla patří následující:
- Aguadora.
- Anfiteatro.
- Carolina Carvallo.
- Calle del Barrio Buenos Aires.
- Construcción del FC. de Amagá. Medellín.
- Casa de Gobierno.
- Casa del Padre Enrique Uribe.
- Calle Real de Remedios.
- Dioclesano Osorno.
- El Poblado.
- Francisco Gómez.
- Graciela Pineda.
- Hellu Canepa.
- Horacio M. Rodríguez.
- Indio Río Verde.
- J. y Alberto Jaramillo G.
- Julio Berrío.
- Juvenal Moreno V.
- Lavadores de oro, La Playa. Medellín.
- Lorenzo Márquez.
- Los Zapateros.
- Medellín Tomada de la Catedral.
- Niños de Amalia Restrepo de Mejía.
- Niño de Gabriel Jaramillo.
- Parque de Berrío.
- Parque de Bolívar.
- Pilar de Barella.
- Puente Mejía.
- Rafael D´Alemán.

- Nosič vody.
- Amfiteátr.
- Carolina Carvallo.
- Ulice ve čtvrti Buenos Aires.
- Stavba FC. z Amagá. Medellin.
- Vládní dům.
- Dům otce Enrique Uribeho.
- Royal Street of Remedios.
- Dioclesano Osorno.
- Vesnice.
- Francisco Gomez.
- Graciela Pineda.
- Ahoj Canepo.
- Horacio M. Rodriguez.
- Indiánská řeka Green River.
- J. a Alberto Jaramillo G..
- Julio Berrio.
- Juvenal Moreno V.
- Rýžovače zlata, La Playa. Medellin.
- Lorenzo Márquez.
- Ševci.
- Medellin Převzato z katedrály.
- Děti Amálie Restrepo de Mejia.
- Dítě Gabriela Jaramilla.
- Park Berrío.
- Bolivar Park.
- Barellův pilíř.
- Most Mejia.
- Rafael D´Alemán.

## Galerie

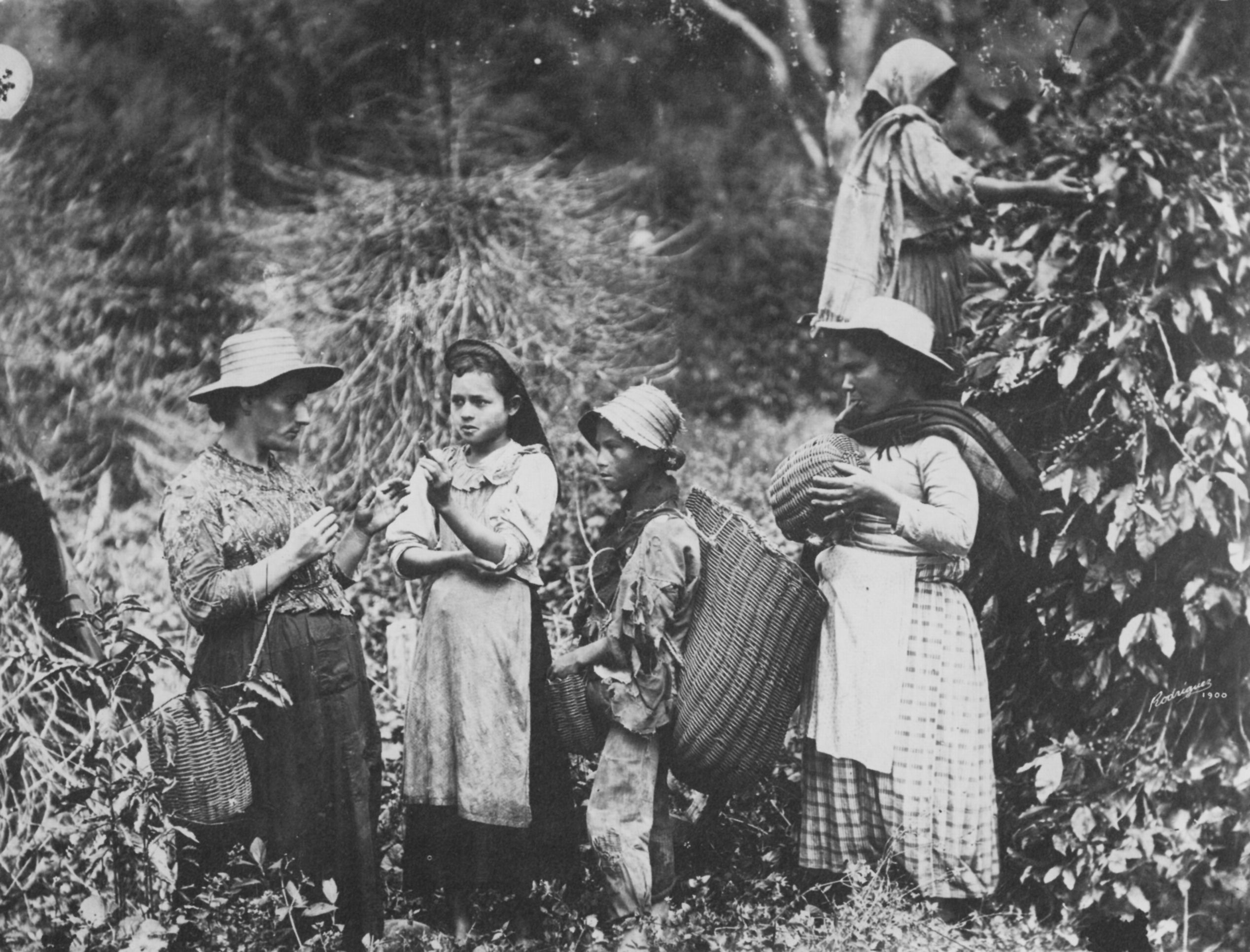
Sběrači kávy
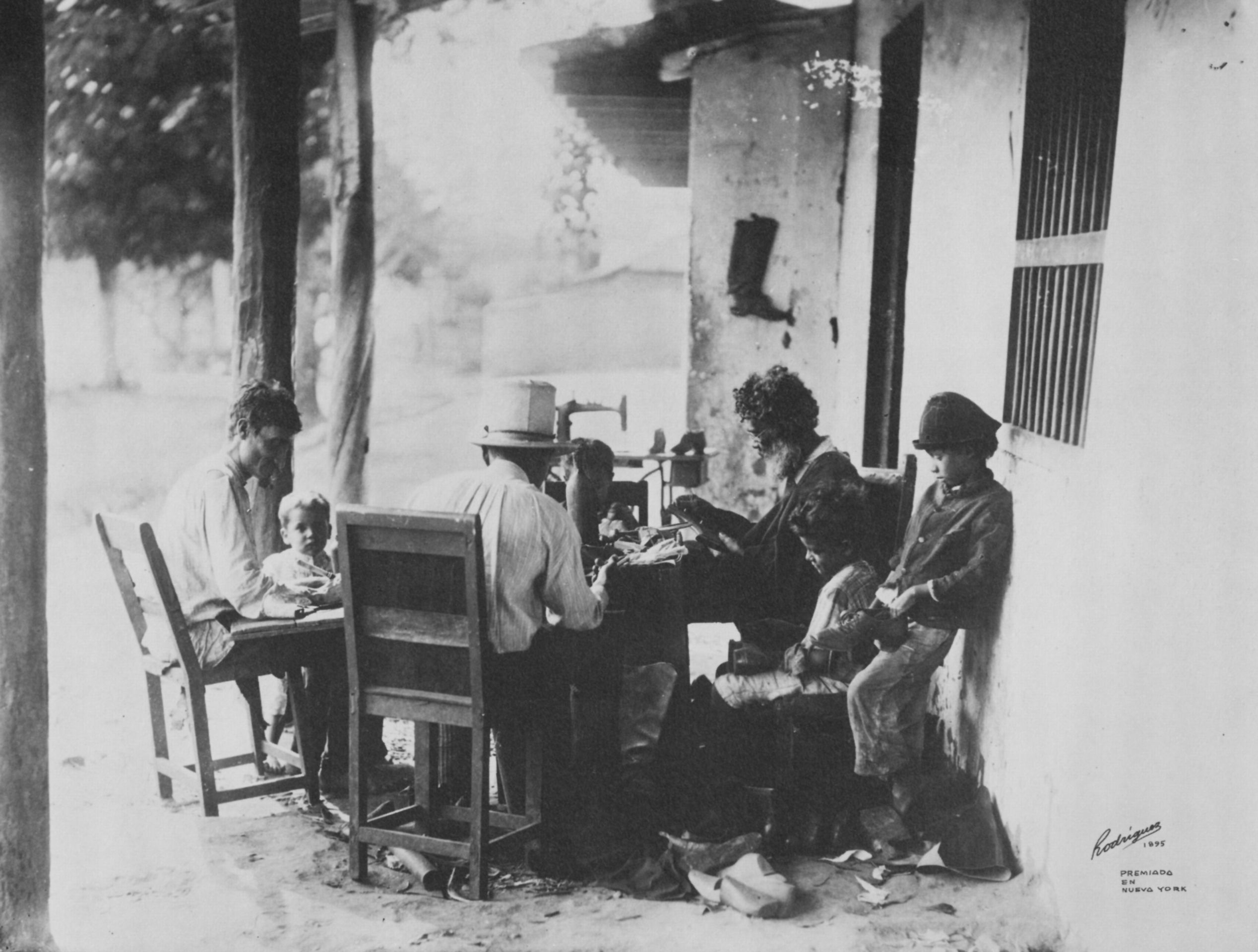
Ševci
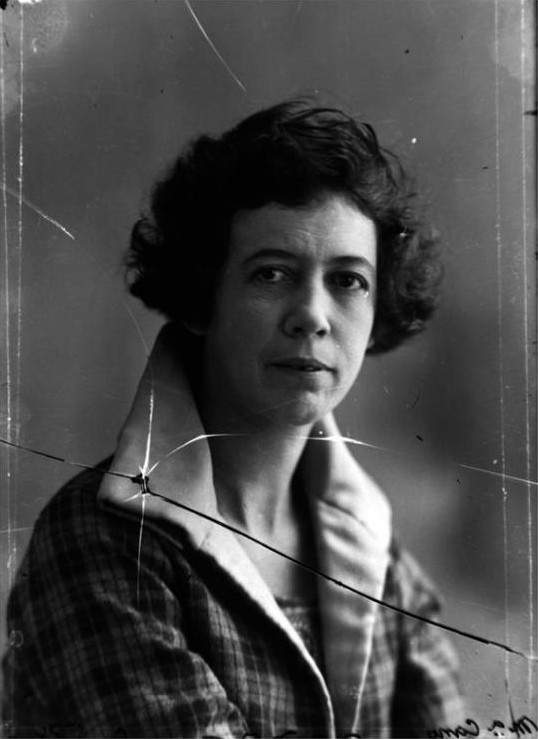
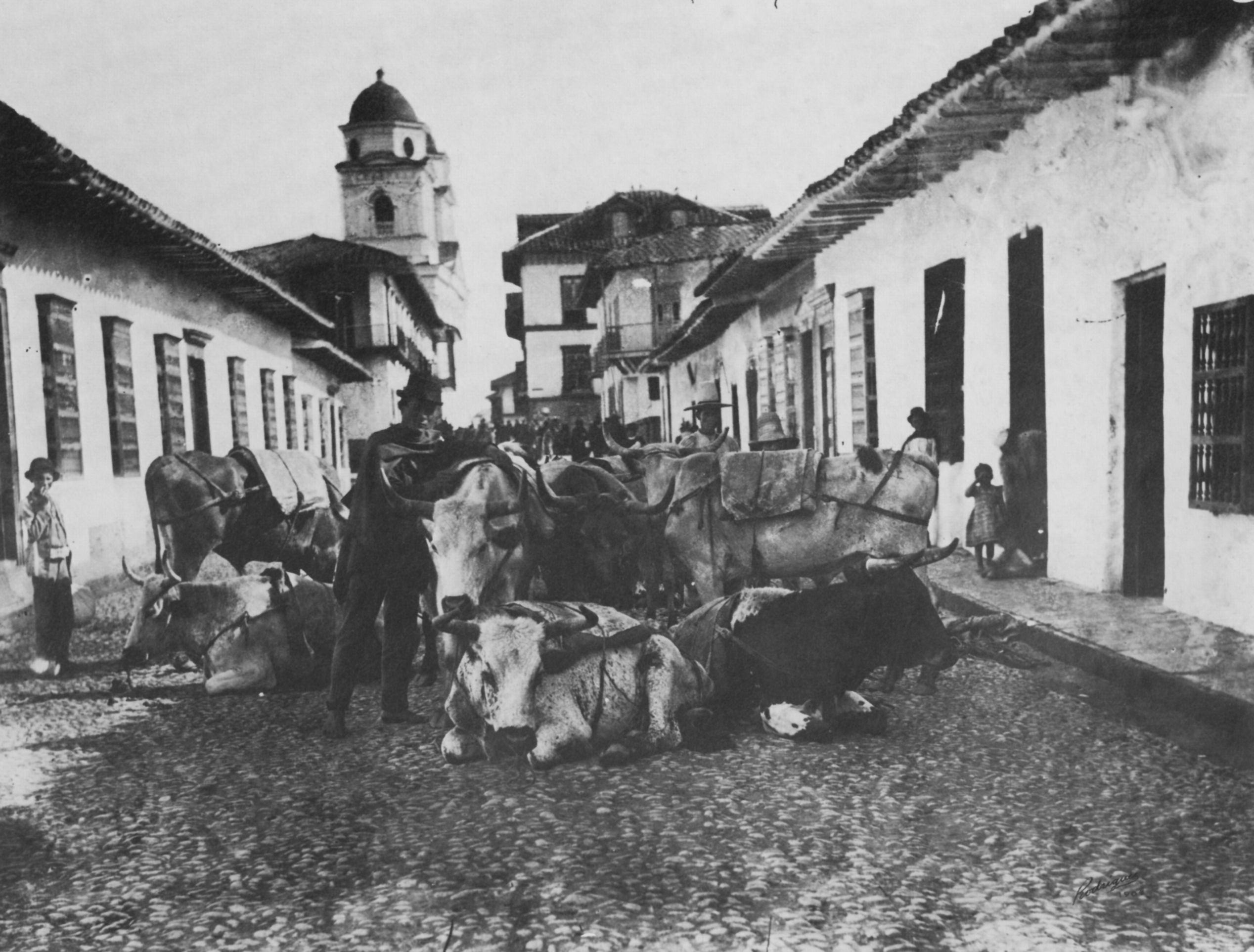
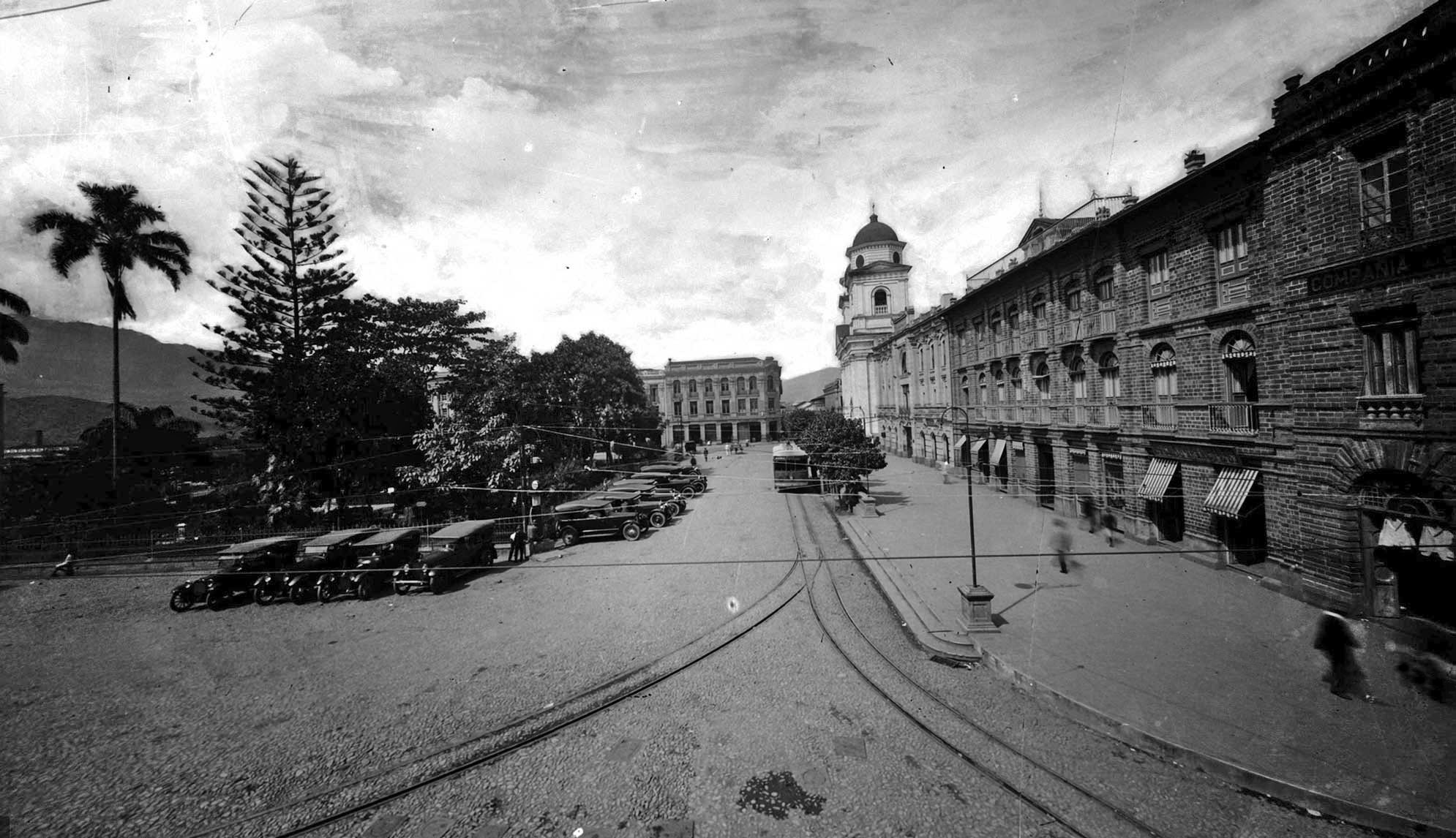
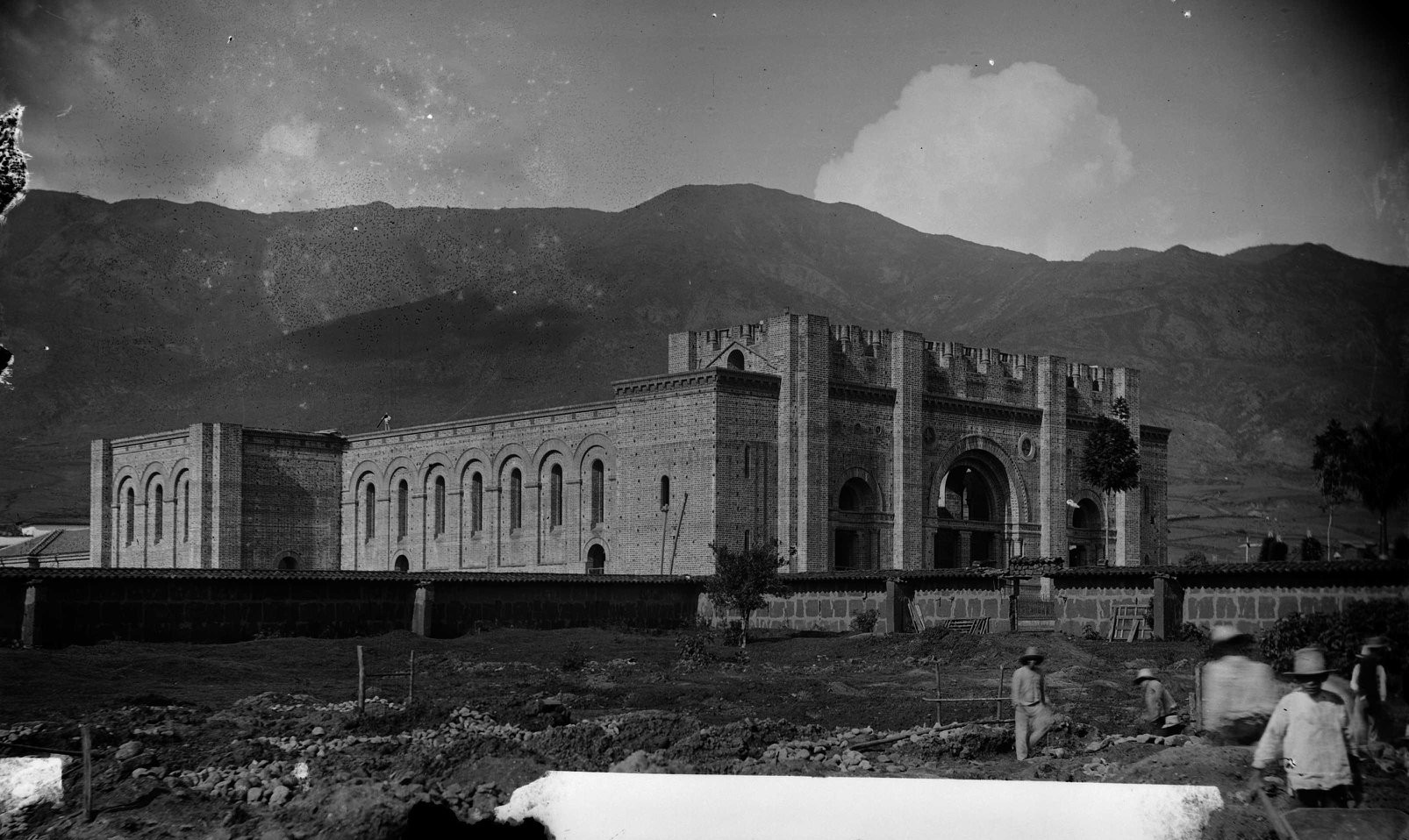
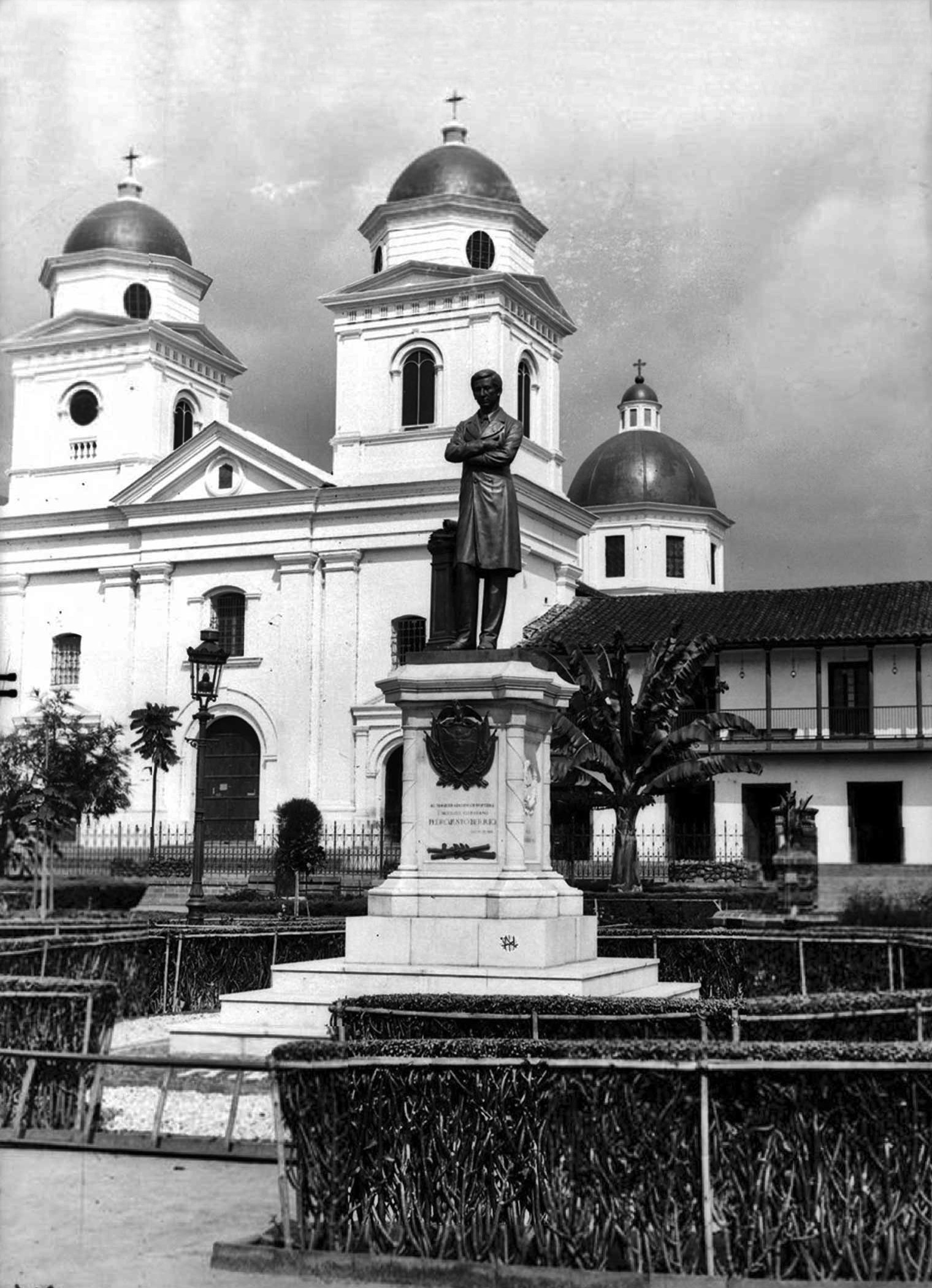
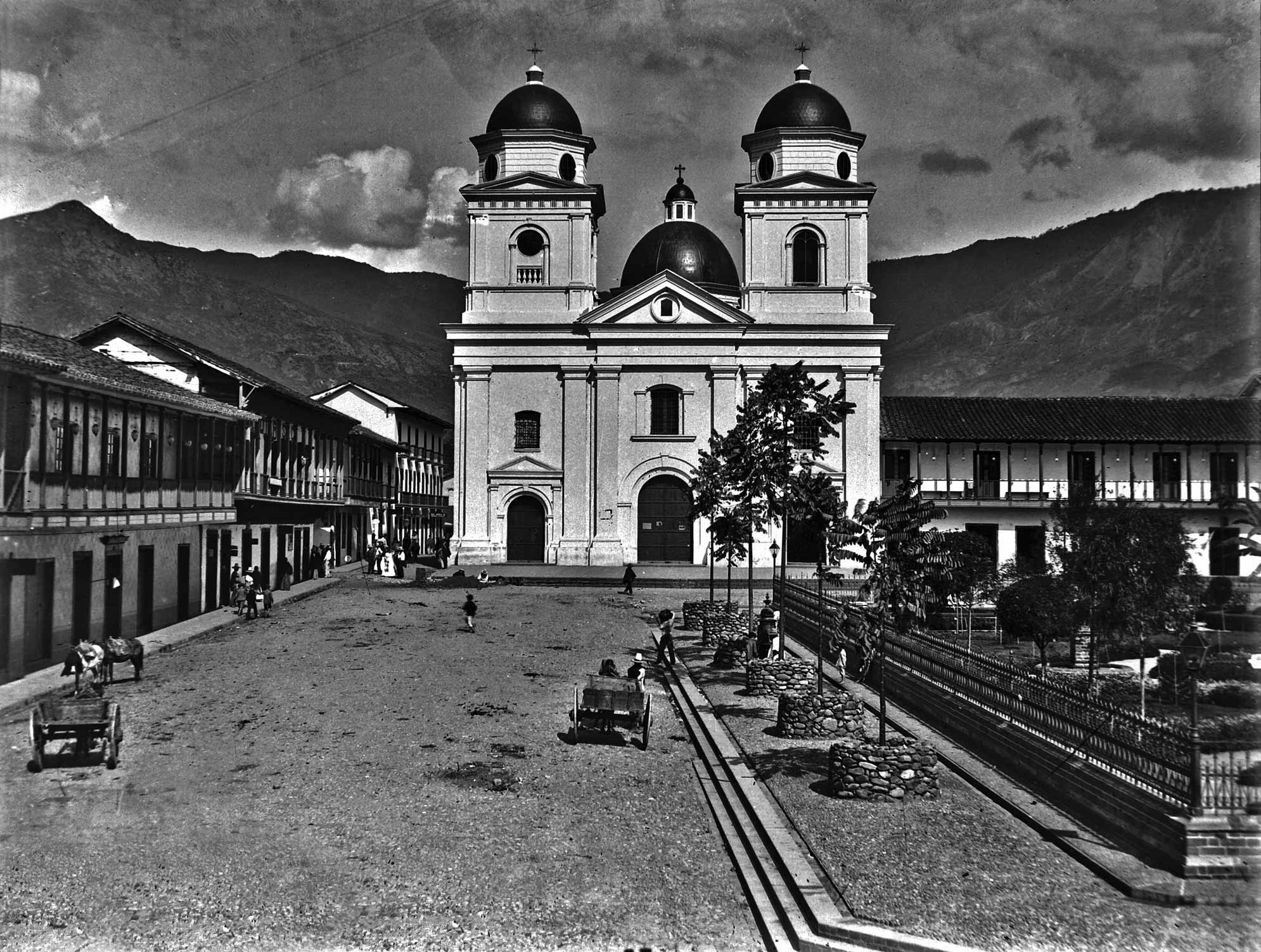
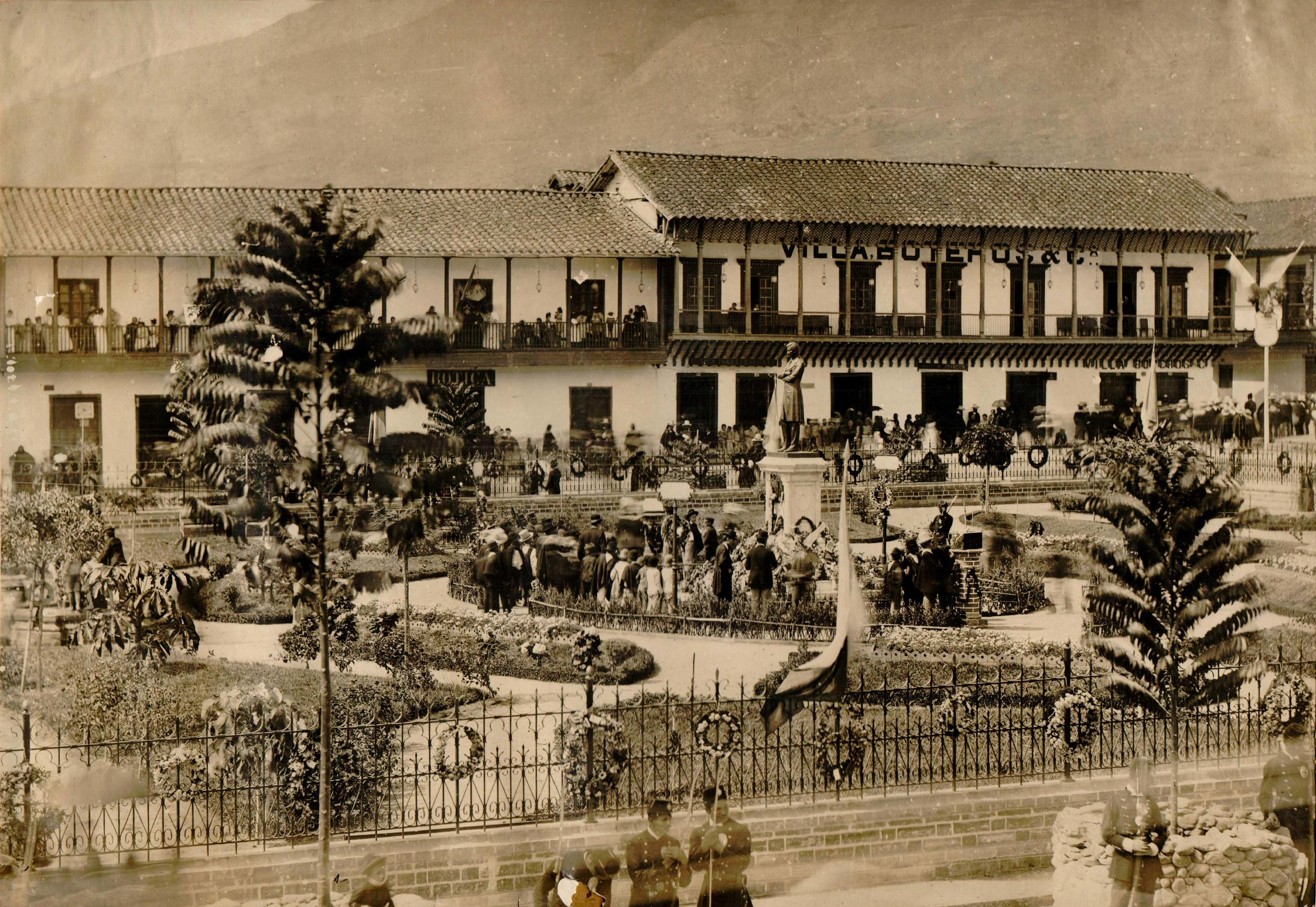
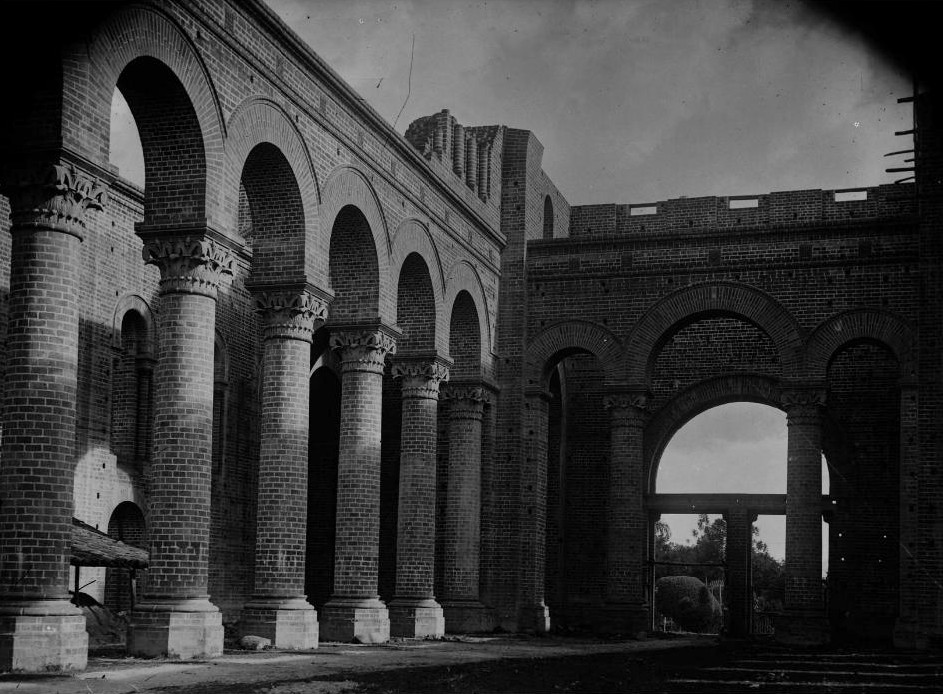
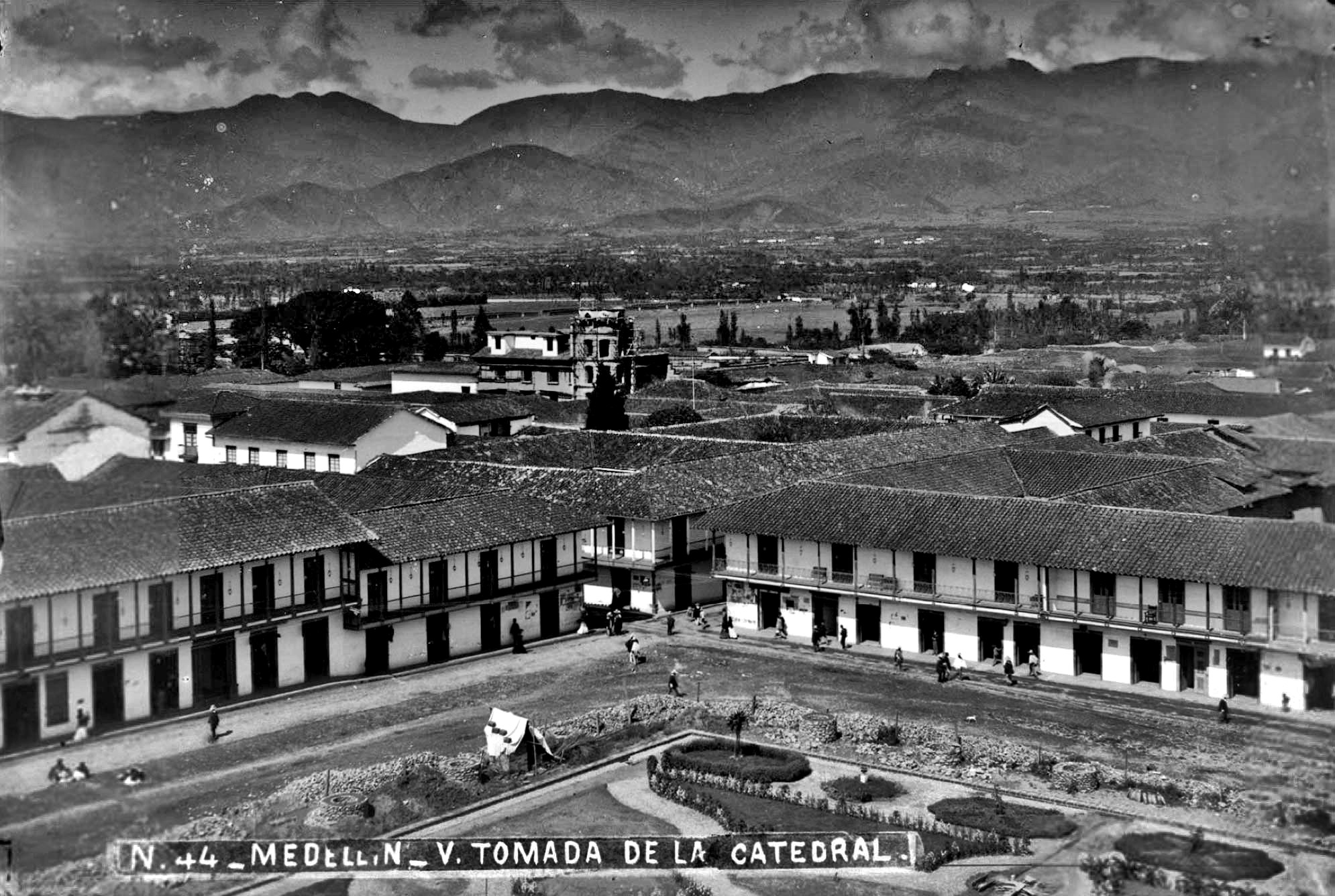
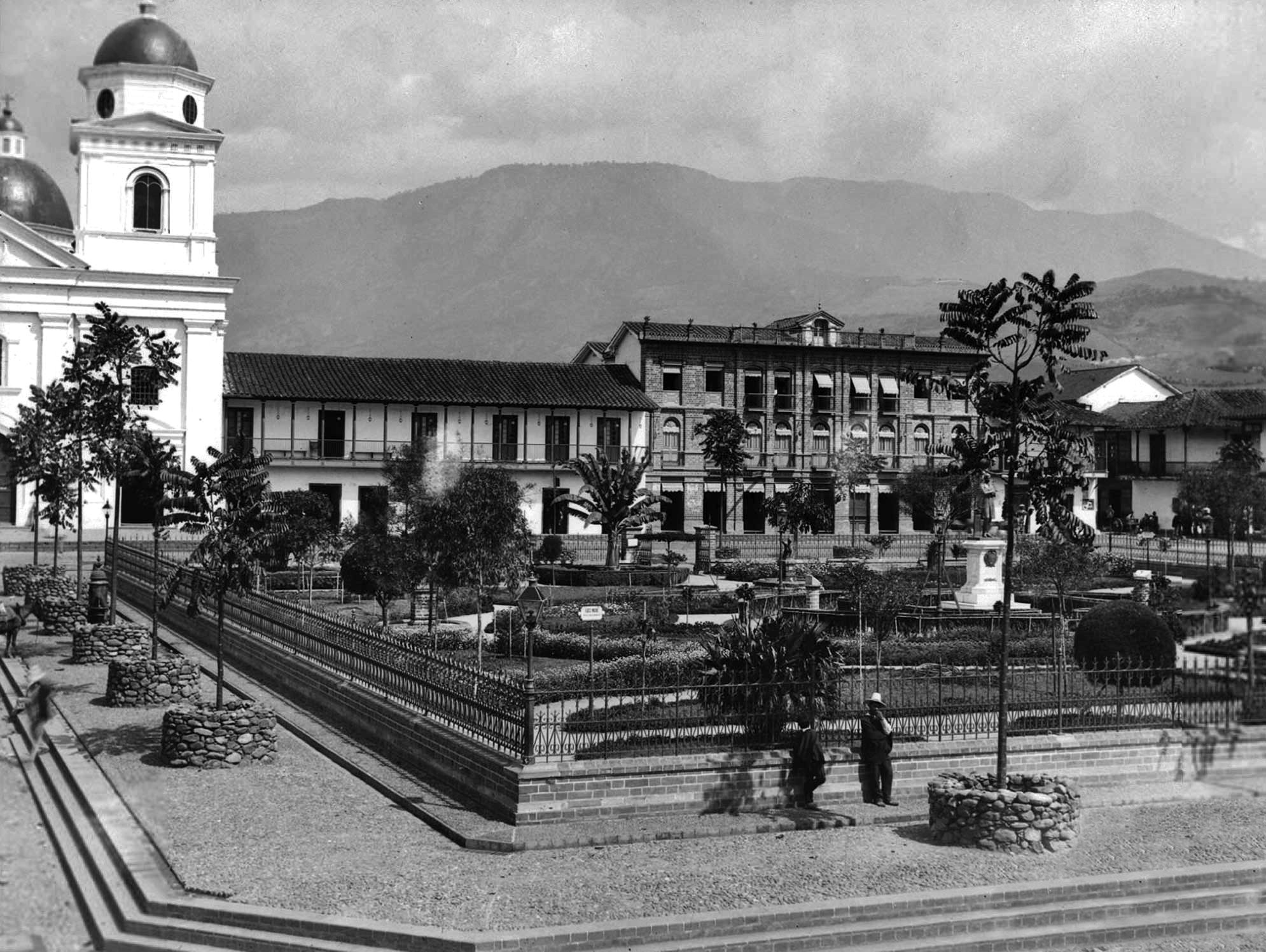
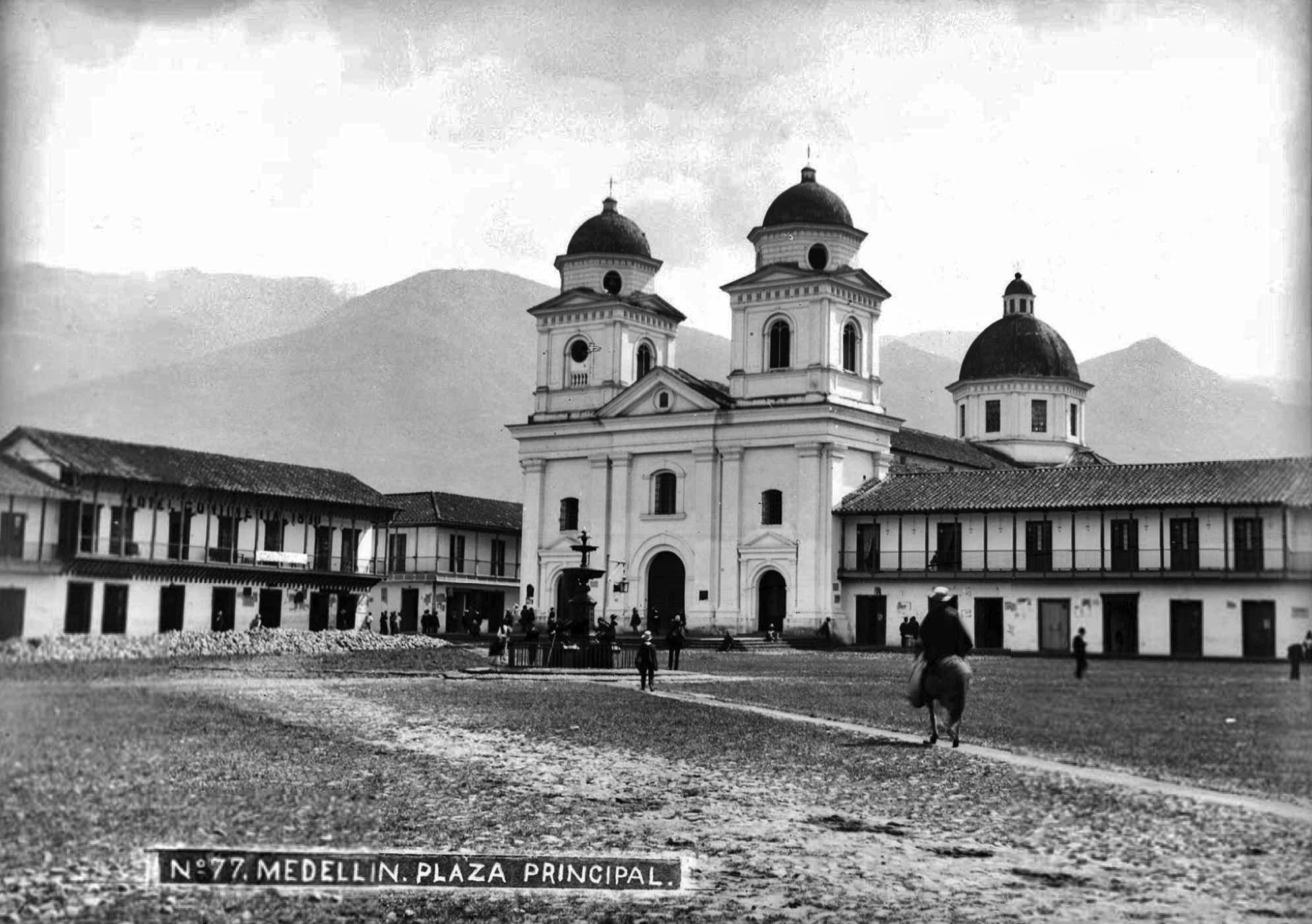
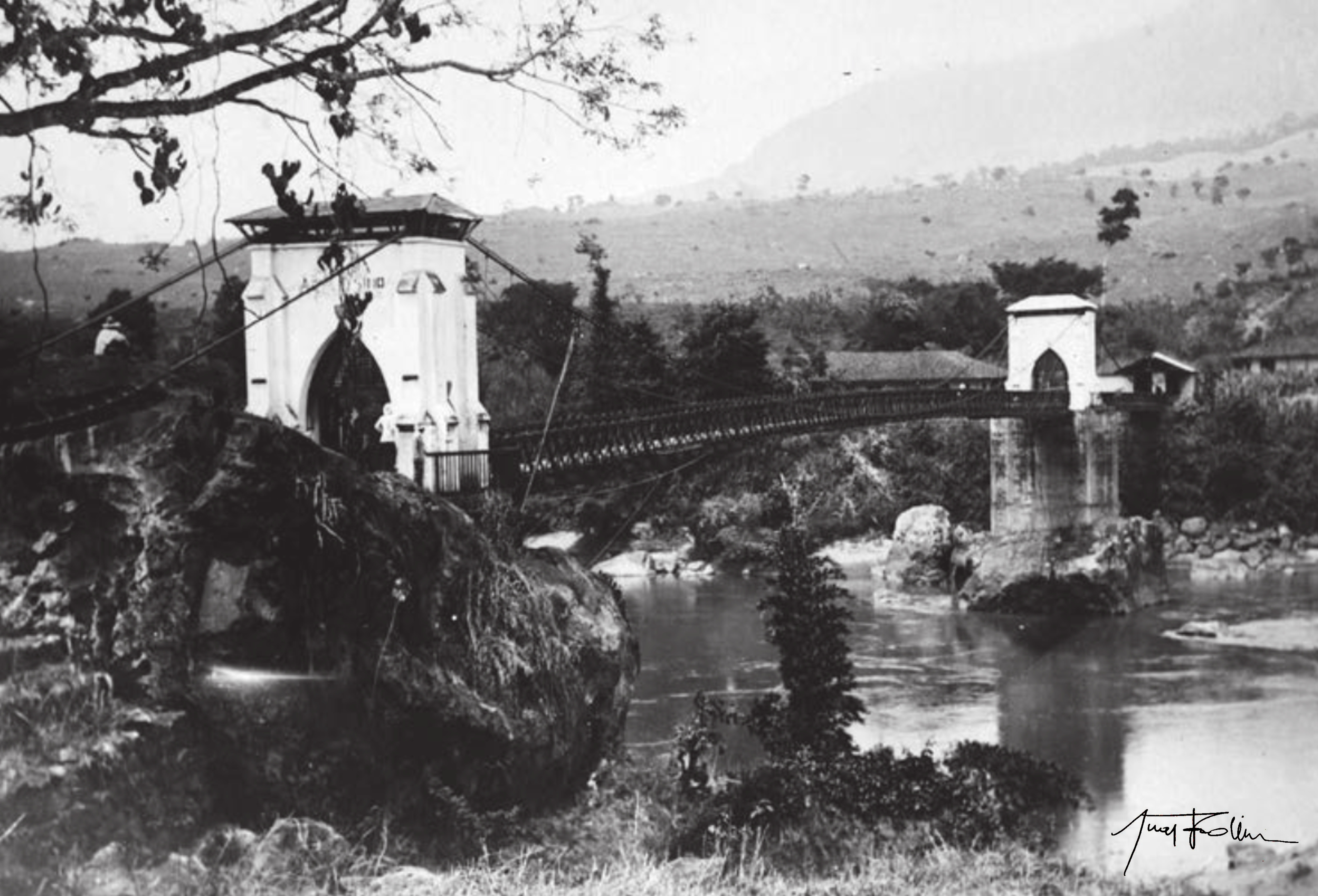
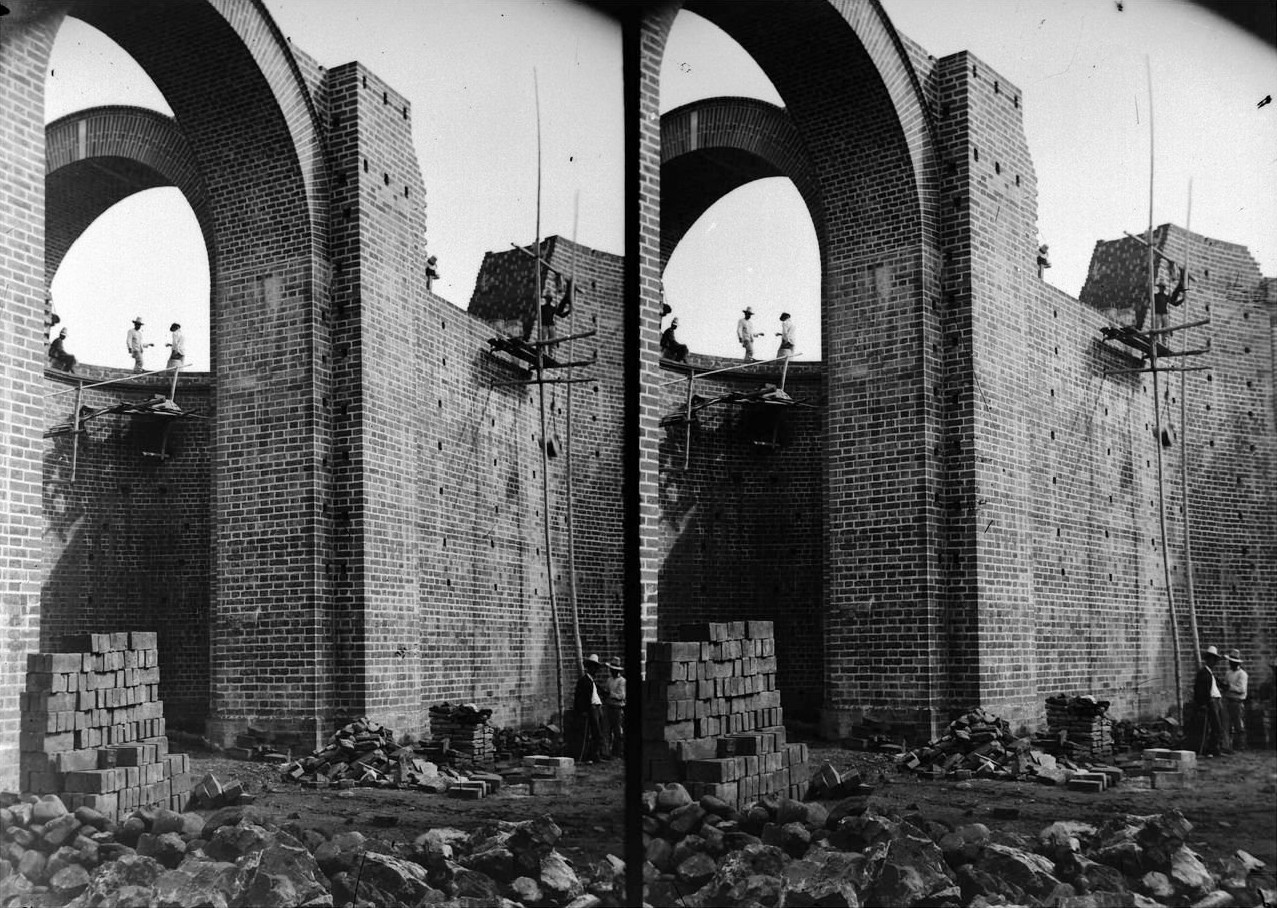
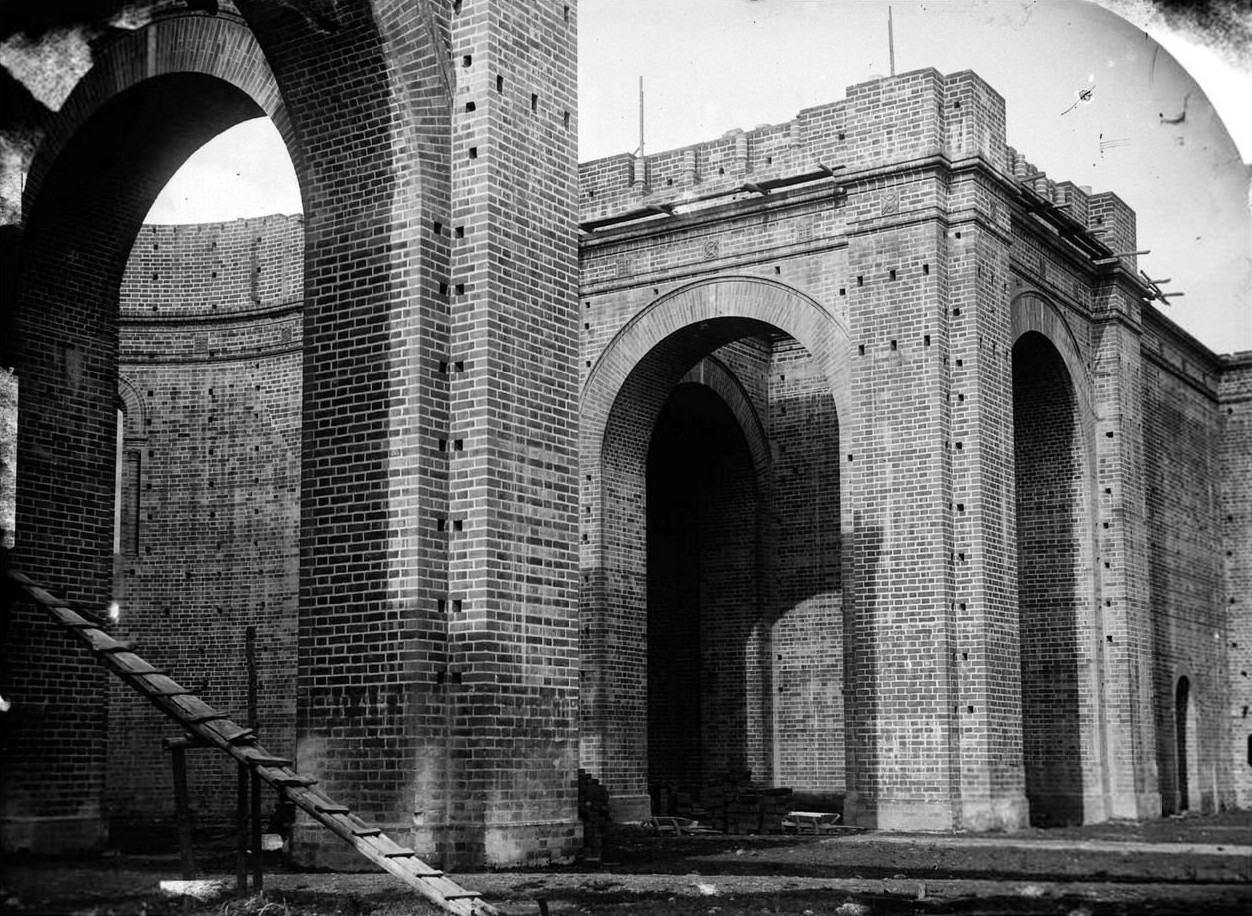